# Etxauri
Etxauri en basque ou Echauri en espagnol, est une municipalité de la communauté forale de Navarre, dans le Nord de l'Espagne.
Elle est située dans la zone linguistique mixte de la province et le secrétaire de mairie est aussi celui de Ciriza, Echarri et Bidaurreta.
Cette municipalité est située au pieds de falaises qui attirent de nombreux pratiquants de l'escalade.

## Démographie
| Évolution démographique                                 | Évolution démographique | Évolution démographique | Évolution démographique | Évolution démographique | Évolution démographique | Évolution démographique | Évolution démographique | Évolution démographique | Évolution démographique | Évolution démographique |
| 1996                                                    | 1998                    | 1999                    | 2000                    | 2001                    | 2002                    | 2003                    | 2004                    | 2005                    | 2006                    | 2007                    |
| ------------------------------------------------------- | ----------------------- | ----------------------- | ----------------------- | ----------------------- | ----------------------- | ----------------------- | ----------------------- | ----------------------- | ----------------------- | ----------------------- |
| 383                                                     | 375                     | 413                     | 414                     | 423                     | 424                     | 452                     | 460                     | 486                     | 493                     | 509                     |
| Sources: Etxauri et instituto de estadística de navarra |                         |                         |                         |                         |                         |                         |                         |                         |                         |                         |

### Sources
- (es) Cet article est partiellement ou en totalité issu de l’article de Wikipédia en espagnol intitulé « Echauri » (voir la liste des auteurs).